# Nagy busalepke
A feles busalepke (Pyrgus carthami) a busalepkefélék családjába tartozó, Európában, Nyugat- és Közép-Ázsiában honos lepkefaj. 

## Megjelenése
A nagy busalepke szárnyfesztávolsága 2,5-3,4 cm; ezzel a magyarországi Pyrgus-fajok közül a legnagyobb. A szárnyak felső oldalának alapszíne sötét szürkésbarna vagy feketésbarna, szürkésfehér behintéssel; a szárnytövek olajzöldesen-olajszürkésen szőrösek. A szárnyakon szögletes fehér foltok láthatók, ezek mintázata alapján lehet elkülöníteni közeli rokonaitól. A hátulsó szárnyakon fehér foltokból, illetve pettyekből álló két foltsor húzódik végig. A szárnyak közepén, illetve szélén elhelyezkedő fehér foltok hol igen nagyok, hol csaknem teljesen elenyésznek. A szárnyak fonákja okkerbarna vagy sárgásbarna; a fehér foltok itt már túlsúlyban vannak. Jellegzetessége a fonákoldal peremén végighúzódó fehér sáv. 
Változékonysága nem számottevő.
Petéje félgömb alakú, világoszöld színű, erősen lapított, felszínén határozott hosszanti és finom keresztirányú bordákkal.
Hernyója zöldesszürke, fehér szőrökkel, feje lapos, fekete.

### Hasonló fajok
Közeli rokonaitól (feles busalepke, hegyi busalepke, homályos busalepke, kis busalepke, kerekfoltú törpebusalepke, nyugati törpebusalepke) nehéz elkülöníteni. 

## Elterjedése
Európában (Skandinávia kivételével), Nyugat- és Közép-Ázsiában honos. Magyarországon számos helyen előfordul (Dunántúl, Duna-Tisza köze, Északi-középhegység), helyenként gyakori is lehet. 

## Életmódja
Meleg, száraz, ritkás vegetációjú rétek, gyepek, sztyepprétek, legelők lepkéje. Az alpesi réteken 1800 méterig megtalálható.   
A petékből nyár közepén kelnek ki a hernyók, amelyek pimpófajok (Potentilla spp.), imolafajok (Centaurea spp.), zilízfajok (Althaea spp.), mályvafélék (Malvaceae)  leveleivel táplálkoznak. Nagy melegben napközben a levélrozettákban bújnak meg. A hernyók áttelelnek, majd tavasszal bebábozódnak és április végén megjelennek a júniusig repülő imágók. Július-augusztusban lehet egy második, részleges nemzedéke is.

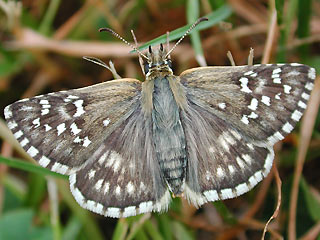
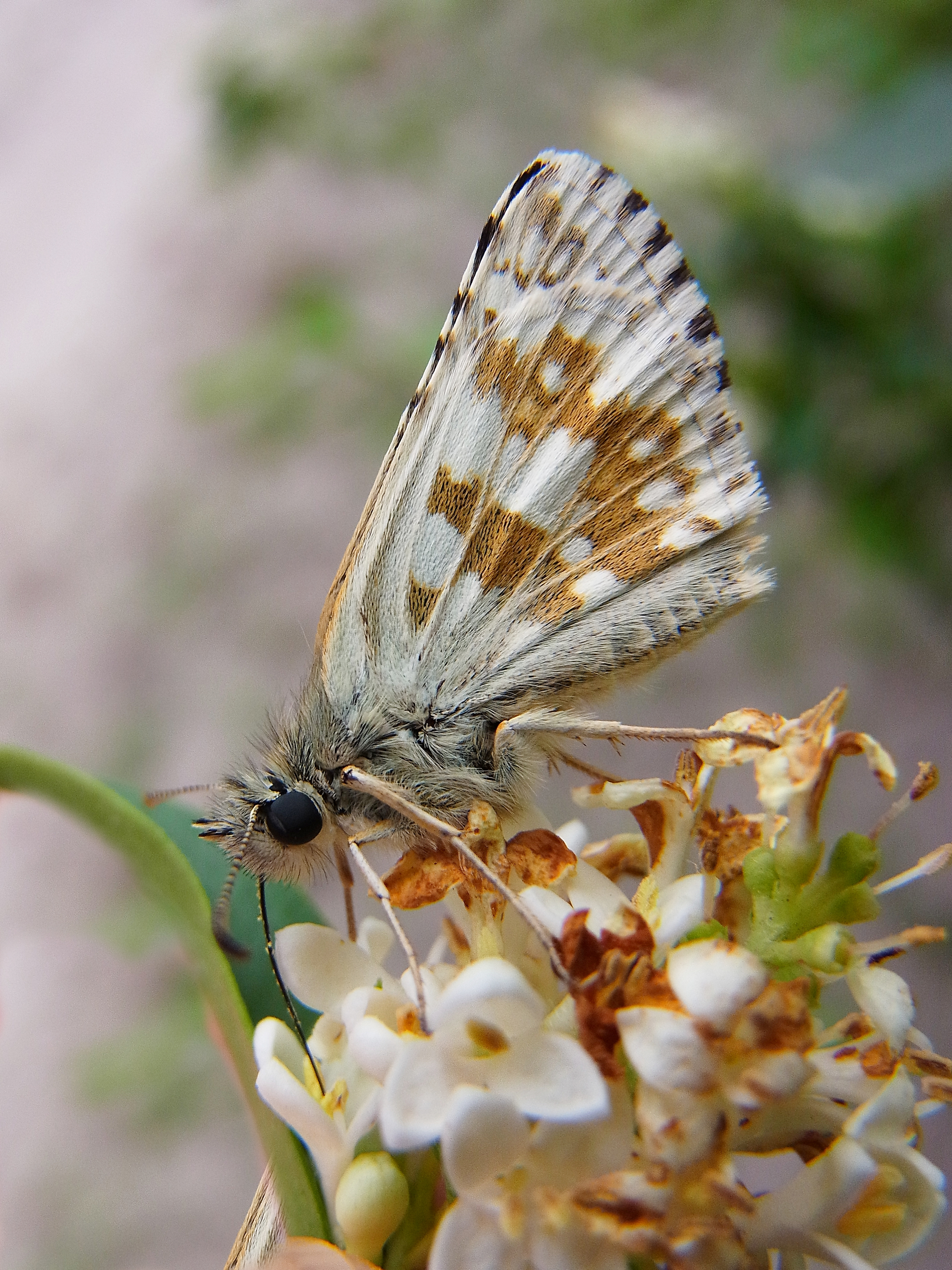
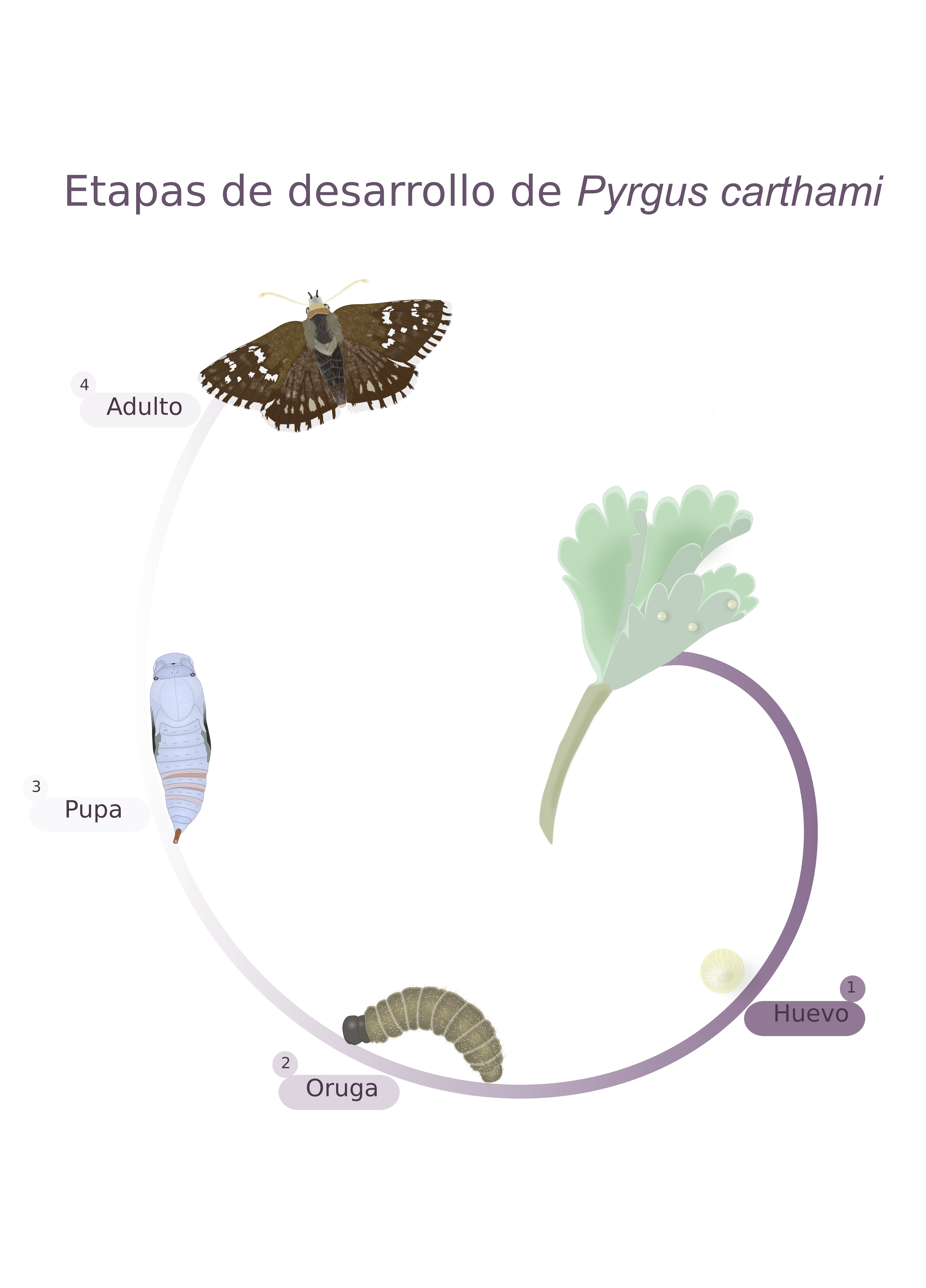
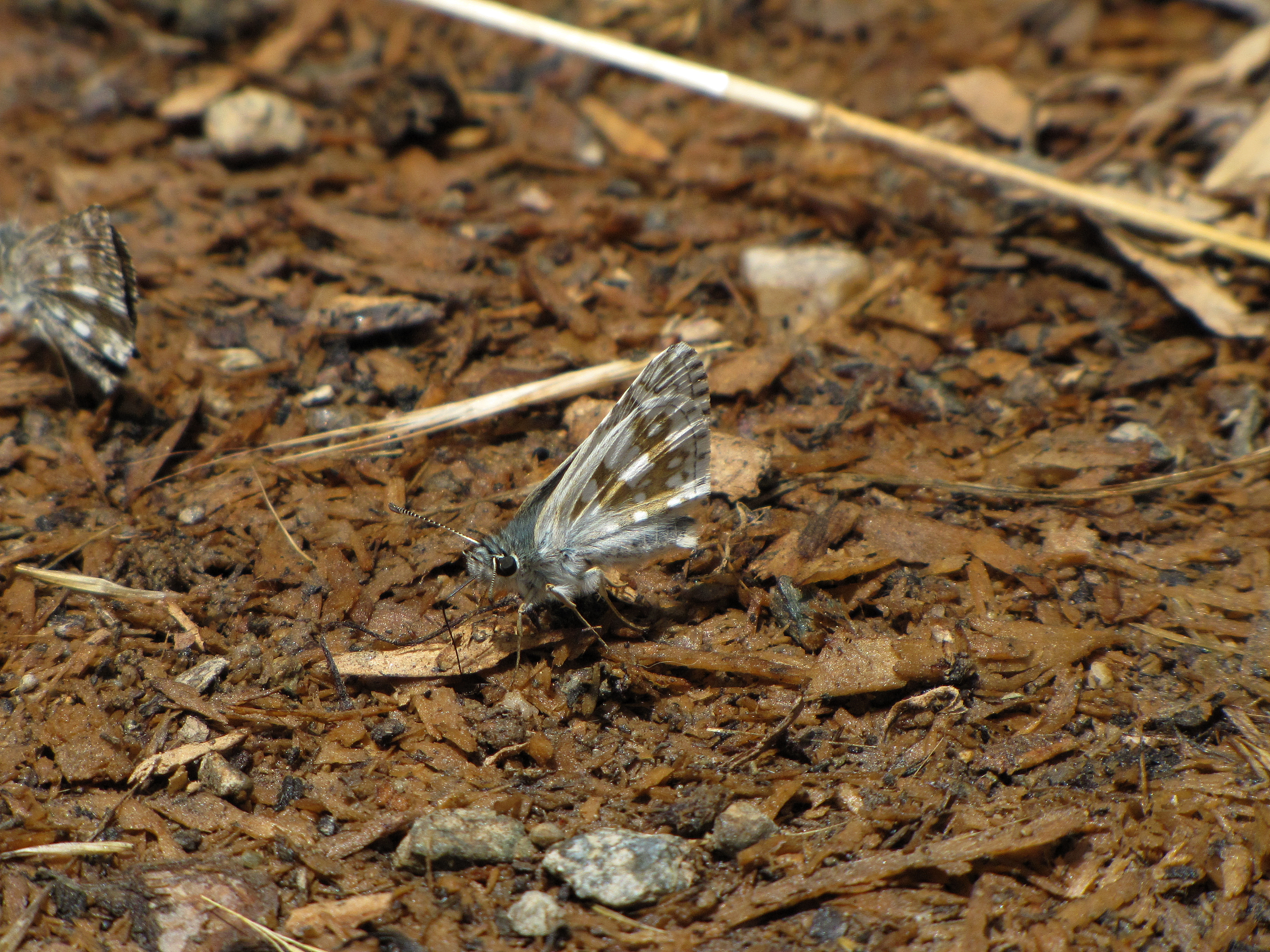

Magyarországon nem védett.